# Airprox

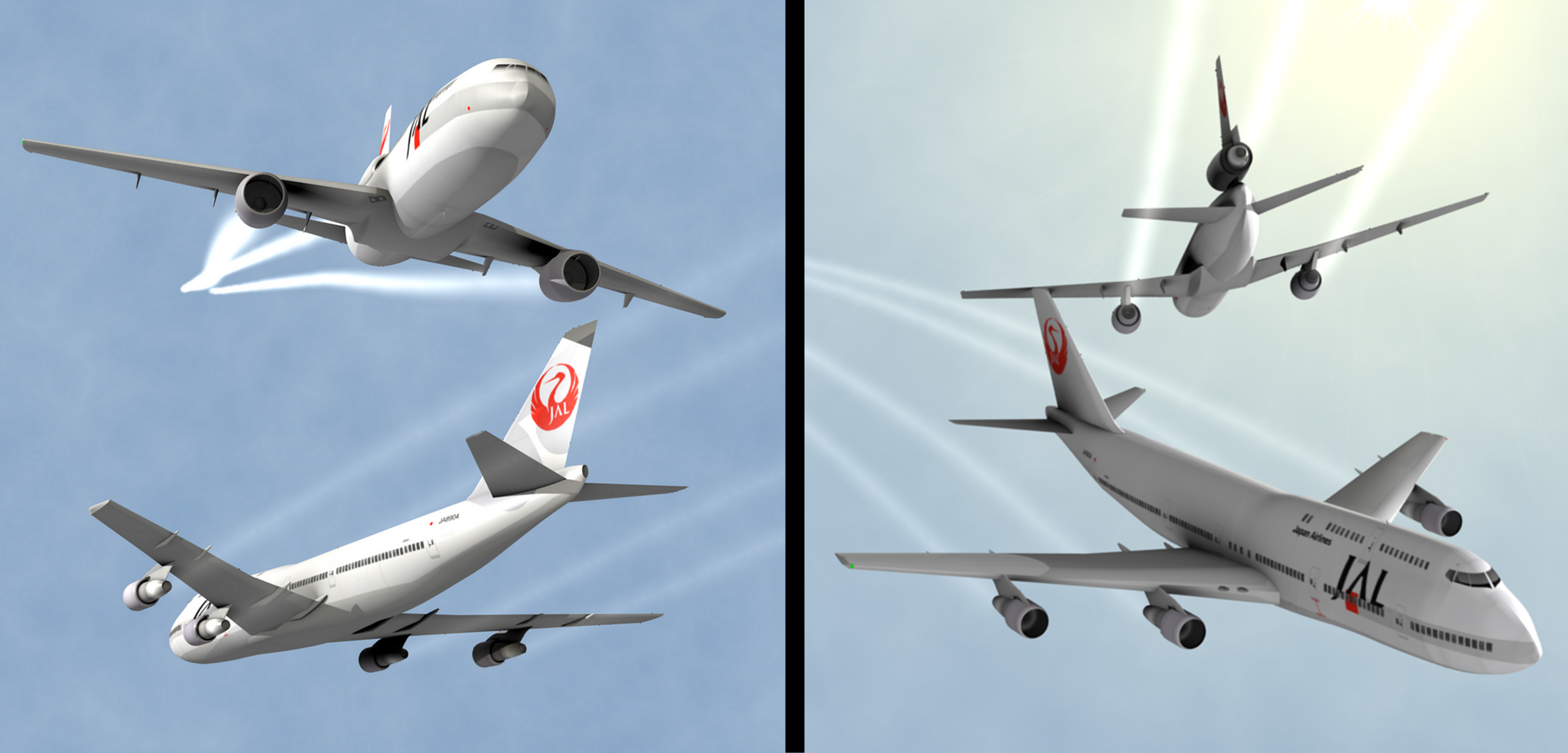
Airprox de 2 avions de la Japan Airline en 2001

En aéronautique, un airprox  (proximité d'aéronefs) est un incident sans conséquence au cours duquel deux aéronefs se sont trouvés dans une situation de rapprochement dangereux. Un airprox peut se produire en vol ou au sol. Rapporter les airprox aux autorités de l'aviation civile est une obligation légale, et constitue un élément important de la sécurité aérienne. Tout airprox fait l'objet d'une analyse visant plus à améliorer les procédures ou la formation des personnels qu'à sanctionner les éventuels fautifs.